# بموکوترا سود
بموکوترا سود (به لاتین: Bemokotra Sud) یک منطقهٔ مسکونی در ماداگاسکار است که در ملاکی (ماداگاسکار) واقع شده‌است. بموکوترا سود ۵٬۷۷۳ نفر جمعیت دارد و ۱۲ متر بالاتر از سطح دریا واقع شده‌است.